# Беляцкий, Александр Григорьевич
Александр Григорьевич Беляцкий (10 октября 1937, Киев — 30 апреля 2011, Санкт-Петербург) — украинский актер и театральный режиссер. Заслуженный артист УССР (1977).

## Биография
Окончил Киевское хореографическое училище в 1955 году и театральное училище при Московском театре им. Е. Вахтангова в 1976 году (преподаватель Б. Е. Захава).
- 1955-1961 — актер Закарпатского украинского музыкально-драматического театра в Ужгороде.
- 1961-1976 — актер, 1976-1977 — режиссер,
- 1977-1983 — главный режиссер,
- 1992-1999 — режиссер Харьковского ТЮЗа,
- 1983-1991 — главный режиссер Харьковского драматического театра им. Т. Шевченко.

Среди его учеников: Олег Стефан, Александр Любченко, Игорь Арнаутов, Татьяна Турка, Оксана Стеценко, Татьяна Гриник, Елена Приступ.

## Роли
- Сказочник ("Снежная королева" Е. Шварца)
- Бармалей ("О чем рассказали волшебники" В. Коростылева)
- Петух ("Когда взойдет Луна " Н. Забилы)
- Просто человек ("Человек на все времена " Р. Болта)
- Бем («Обращение к Петру» А. Литко, Л. Филиппенко).
- Спектакли
- «Письма к другу» А. Лиханова и А. Шура (1977)
- "Начало фанфарного марша" А. Беляцкого и 3. Сагалова (1978; премия им. Н. Островского, 1979)
- » На дне " М. Горького
- «Спроси когда-нибудь у трав» Я. Стельмаха (обе — 1979)
- "Бой идет во тьме, чтобы закончиться светом" С. Борзенко (1980)
- "Мещанин-шляхтич" Ж.-Б. Мольера (1982)
- "Путь" А. Беляцкого и 3. Сагалова (1983)
- » Пять бриллиантов Тевье-молочника " по Шолом-Алейхему (1986)
- "Дай сердцу волю, заведет в неволю" М. Кропивницкого (1986)
- "Воронья роща" А. Вампилова (1987)
- "Крестный отец" по M. Пьюзо (1988)
- "Мина Мазайло" М. Кулиша (1989)
- "Шаги командора" В. Ерофеева (1989)
- "Сон летней ночи" В. Шекспира (1990-е)
- "Лесная песня" Леси Украинки (1990-е)
- «Муха-Цокотуха» по К. Чуковскомиу